# ميكانيكا المصفوفة

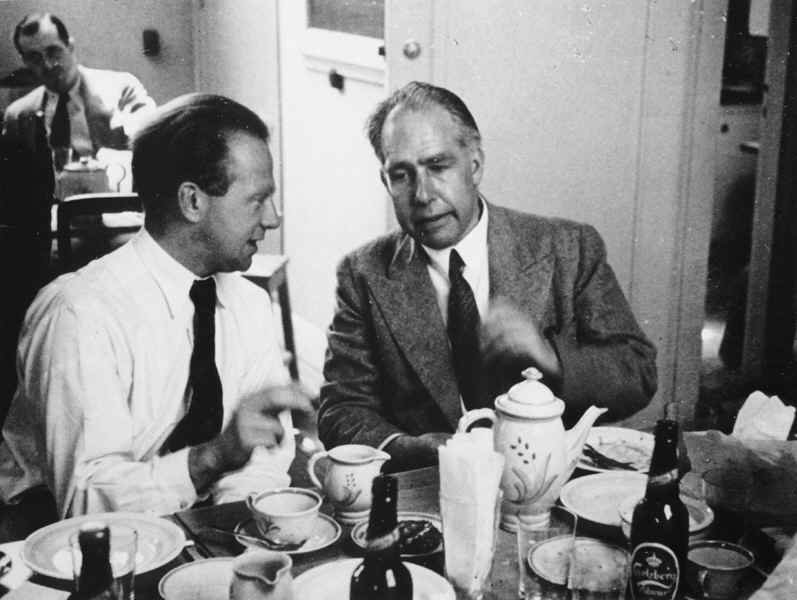

ميكانيكا المصفوفات هي صياغة من ميكانيكا الكم تم إنشاؤها من قبل فيرنر هايزنبرغ، وماكس بورن،  وباسكوال جوردان في عام 1925.
كانت ميكانيكا المصفوفات أول صياغة مستقلة من الناحية النظرية والمنطقية من ميكانيكا الكم. حسابها من  انتقال إلكتروني حلت محل مدارات الإلكترون في نموذج بور. وذلك من خلال تفسير الخصائص الفيزيائية للجزيئات كمصفوفات تتطور في الوقت المناسب. وهو ما يعادل تشكيل معادلة شرودنغر لميكانيكا الكم، كما هو واضح في تدوين بول ديراك لرمز براكيت. وأساليب. وبالاعتماد على هذه الطرق، استمد باولي طيف ذرة الهيدروجين في عام 1926، قبل تطوير ميكانيكا الموجة.
في بعض التناقض لصيغة الموجة، فإنها تنتج أطياف (معظمها طاقة) المشغلين عن طريق الجبرية، والسلم المشغل والأساليب. اعتمادا على هذه الطرق، بمشتقة ذرة الهيدروجين للطيف في عام 1926،  قبل وضع موجة الميكانيكا.

## تطوير ميكانيكا المصفوفة
في عام 1925، فيرنر هايزنبرغ، ماكس بورن، باسكوال جوردان قاموا بصياغة ميكانيكا المصفوفات لتمثيل ميكانيكا الكم.

### إبيفاني في هيلغولاند
في عام 1925 فيرنر هايزنبرغ كان يعمل في غوتينغن على مشكلة حساب الخطوط الطيفية من الهيدروجين. بحلول مايو 1925 بدأ يحاول وصف نظم الذرية  بواسطة القياس فقط. في 7 يونيو لتفادي عدة آثار سيئة من حساسية الأنف، هيسينبيرج تركت حبوب اللقاح حرة في بحر الشمال في جزيرة هيلغولاند. بينما هناك بين التسلق والتعلم عن ظهر قلب قصائد من الديوان الغربي الشرقي، استمر يتأمل مسألة الطيفية وفي نهاية المطاف أدرك أن اعتماد عملية تبديلية كالقياس قد يحل المشكلة، وكتب فيما بعد 

### الأوراق الأساسية الثلاث
بعد عودة هايزنبرغ إلى غوتلينغن، أرى وولفغانغ باولي حساباته، معلقًا عند نقطة معينة:
«ما يزال كل شيء مبهمًا وغير واضح بالنسبة لي، ولكن يبدو وكأن الإلكترونات لن تتحرك في مدارات بعد الآن».
في التاسع من يوليو أعطى هايزنبرغ نفس ورقة حساباته لماكس بورن، قائلًا: «... لقد كتب ورقةً مجنونة ولم يجرؤ أن يرسلها للنشر، وتجب على بورن قراءتها وإعطاء المشورة بشأنها...» قبل النشر. غادر هايزنبرغ بعدها لفترة، تاركًا بورن ليحلل الورقة.
في الورقة، صاغ هايزنبرغ نظرية الكم دون مدارات واضحة الحدود للإلكترونات. حسب هندريك كرامرز قبلها الشدات النسبية لخطوط الطيف في نموذج سومرفيلد عن طريق تفسير معاملات فورييه للمدارات على أنها تمثل الشدة. ولكن إجابته، ككل الحسابات الأخرى في نظرية الكم القديمة، كانت صحيحةً فقط لأجل المدارات الكبيرة.
بدأ هايزنبرغ، بعد تعاونه مع كرامرز، فهم أن احتمالات الانتقال لم تكن كميات تقليدية لأن الترددات الوحيدة التي تظهر في سلسلة فورييه يجب أن تكون الترددات المشاهدة في القفزات الكمومية، وليس الترددات الوهمية التي تأتي من تحليل فورييه للمدارات التقليدية واضحة الحدود. استبدل بسلسلة فورييه التقليدية مصفوفة معاملات، مماثلة شواشية كمومية لسلسلة فورييه. تقليديًّا، تعطي معاملات فورييه شدة الإشعاع المبثوث؛ فتكون في ميكانيكا الكم قيمة عناصر المصفوفة الخاصة بعامل الموضع هي شدة إشعاع طيف الخط الساطع. الكميات في صيغة هايزنبرغ كانت هي الموضع الكلاسيكي وكمية الحركة، ولكن الآن لا يمكن تحديدهما بدقة تامة. تمثلت كل كمية بمجموعة من معاملات فورييه بدليلين اثنين يوافقان كلًّا من الحالة الابتدائية والحالة النهائية.
عندما قرأ بورن الورقة، رأى أن الصيغة تمكن كتابتها وتوسعتها بلغة المصفوفات المنهجية، التي تعلمها خلال دراسته على يد جاكوب روزانيس في جامعة بريسلو. بدأ بورن بمساعدة مساعده وطالبه السابق باسكال جوردان مباشرةً بصياغة طريقة الكتابة والتوسعة، وسلما نتائجهما للنشر؛ استُقبلت ورقتهما للنشر بعد 60 يوم فقط من ورقة هايزنبرغ.
سُلمت ورقة متابعة للنشر قبل نهاية العام من قبل الكتّاب الثلاثة جميعهم. (مراجعة قصيرة لدور بورن في تطوير صيغة ميكانيك المصفوفات لميكانيك الكم مع مناقشة للصيغة المفتاحية التي تتضمن لاتبادلية سعات الاحتمالات يمكن إيجادها في مقالة لجيريمي بيرنستاين. يمكن إيجاد إفادة تاريخية وتقنية مفصلة في كتاب ميهرا وريشينبرغ المسمى التطور التاريخي لنظرية الكم. المجلد الثالث. صياغة ميكانيك المصفوفات وتعديلاته 1925-1926).
حتى هذا الوقت، نادرًا ما كان الفيزيائيون يستخدمون المصفوفات؛ فقد كانت تعتبر خاصة بمملكة الرياضيات الصرفة. استخدمها غوستاف مي في ورقة عن ديناميك الكهرباء (إلكتروديناميك) في عام 1912 واستخدمها بورن في عمله على نظرية التصاميم الشبكية للبلورات في عام 1921. في حين استخدمت المصفوفات في هذه الحالات، فإن جبر المصفوفات الذي يتضمن جداء المصفوفات لم يدخل في الصورة كما فعل لاحقًا في الصياغة المصفوفية لميكانيكا الكم.
لكن بورن تعلم جبر المصفوفات من روزانيس، كما لوحظ مسبقًا، ولكن بورن تعلم أيضًا نظرية هيلبرت عن المعادلات التكاملية والصيغ الرباعية لعدد غير منتهٍ من المتغيرات كما كان ظاهرًا في اقتباس بورن لعمل هيلبرت: أساسيات النظرية العامة للمعادلات التكاملية الخطية المنشور عام 1912.
كان جوردان أيضًا ملائمًا للمهمة؛ فلسنوات عديدة كان مساعد ريتشارد كورانت في غوتنغن في التحضير لكتاب كورانت وديفيد هيلبرت: طرق الفيزياء الرياضية الجزء الأول المنشور في عام 1924. احتوى هذا الكتاب مصادفةً عددًا كبيرًا من الأدوات الرياضية الضرورية للتطوير المستمر لميكانيكا الكم.
في عام 1926، أصبح جون فون نيومان مساعد ديفيد هيلبرت، فصاغ في ما بعد مصطلح فضاء هيلبرت لوصف الجبر والتحليل اللذين استخدما في تطوير ميكانيك الكم.

### منطق هايزنبرغ
قبل ميكانيك المصفوفات، وصفت نظرية الكم القديمة حركة جسيم ما بمدارات تقليدية، لها موضع محدد بدقة وكمية حركة محددة بدقة X(t), P(t)، بشرط أن التكامل الزمني على فترة واحدة T لكمية الحركة مضروبةً بالسرعة يجب أن يكون عددًا صحيحًا موجبًا من مضاعفات ثابت بلانك.
{\displaystyle \int _{0}^{T}P\;{dX \over dt}\;dt=\int _{0}^{T}P\;dX=nh}
في حين يختار هذا الشرط بشكل صحيح مدارات لها قيم الطاقة الصحيحة بتقريب مقبول En، فإن الصياغة القديمة لنظرية الكم لم تصف العمليات المعتمدة على الزمن، كانبعاث الإشعاع وامتصاصه.
عند مزاوجة جسيم ما مع حقل إشعاع مزاوجة ضعيفة، فيمكن إهمال التخامد الإشعاعي، سيبعث إشعاعًا بنمط يكرر نفسه كل فترة مدارية. الترددات التي تكون الموجة الصادرة تكون عندها مضاعفات صحيحة للتردد المداري، وهذا انعكاس لحقيقة أن X(t) تابع دوري؛ بحيث يمتلك تمثيله حسب فورييه ترددات 2πn/T فقط.
{\displaystyle X(t)=\sum _{n=-\infty }^{\infty }e^{2\pi int/T}X_{n}}
المعاملات Xn هي أعداد عقدية (مركبة). تلك التي لها ترددات سالبة يجب أن تكون مرافقات الأعداد المركبة ذات الترددات الموجبة، فتكون X(t) حقيقية دومًا،
{\displaystyle X_{n}=X_{-n}^{*}}
من جهة أخرى، فإن الجسيم الميكانيكي الكمومي لا يمكنه إصدار الإشعاع بشكل مستمر، يمكنه فقط إرسال فوتونات. بافتراض أن الجسيم الكمومي بدأ في المدار رقم n، وأرسل فوتونًا، ثم انتهى به المطاف في المدار رقم m، فإن طاقة ذلك الفوتون تكون En−Em ما يعني أن تردده (En−Em)/h.
لأجل قيم n وm كبيرة، ولكن بقيمة n-m صغيرة نسبيًّا، تكون هذه هي الترددات التقليدية وفق مبدأ بور للائتلاف.
{\displaystyle E_{n}-E_{m}\approx h(n-m)/T}
في المعادلة أعلاه، T هي الدور التقليدي للمدار n أو المدار m، ما دام الفرق بينهما من رتبة أعلى في h. ولكن لأجل قيمتي n وm صغيرتان، أو إذا كانت قيمة n-m كبيرةً، فإن الترددان ليسا مضاعفات صحيحة لأي تردد وحيد.
ما دامت الترددات التي يبعثها الجسيم نفسها الترددات الموجودة في وصف فوريييه لحركة الجسيم، فهذا يشير إلى أن هناك شيئًا ما في الوصف المتعلق بالزمن للجسيم يتذبذب مع التردد (En−Em)/h. سمى هايزنبرغ هذه الكمية Xnm، وطالب بأنها يجب أن تقلل معاملات فورييه التقليدية في الحد التقليدي. لأجل قيم كبيرة لكل من n, m ولكن بكون قيمة n-m صغيرة نسبيًّا، فإن Xnm هو معامل فورييه رقم (n-m) للحركة التقليدية عند المدار n. بما أن Xnm يمتلك التردد المعاكس ل Xmn، يصبح شرط أن يكون X حقيقيًّا كما يلي:
{\displaystyle X_{nm}=X_{mn}^{*}}
بالتعريف، Xnm وحده يمتلك التردد (En−Em)/h، لذا فتطوير العلاقة سهل هذه المرة:
{\displaystyle X_{nm}(t)=e^{2\pi i(E_{n}-E_{m})t/h}X_{nm}(0)}
هذه الصيغة الأصلية لمعادلة هايزنبرغ للحركة.
بأخذ مصفوفتين Xnm وPnm تصفان كميتين فيزيائيتين، يمكن لهايزنبرغ صياغة مصفوفة جديدة من نفس النوع بدمج المصطلحين Xnk Pkm، وهي تتذبذب أيضًا عند التردد الصحيح. بما أن معاملات فورييه لجداء الكميتين هي الالتفاف الرياضي لمعاملات فورييه لكل منهما على حدة؛ فقد سمح الائتلاف مع سلسلة فورييه لهايزنبرغ باستنتاج القاعدة التي يجب ضرب المصفوفات وفقها،
{\displaystyle (XP)_{mn}=\sum _{k=0}^{\infty }X_{mk}P_{kn}}
أشار بورن إلى أن هذا هو قانون جداء المصفوفات، لذا فإن الموضع وكمية الحركة والطاقة وكل الكميات الملاحظة في النظرية يمكن تفسيرها بأنها مصفوفات. وفق قاعدة الضرب هذه، يعتمد الجداء الناتج على الترتيب: XP تختلف عن PX.
المصفوفة X وصف كامل لحركة جسيم ميكانيكي كمومي. بما أن الترددات في الحركة الكمومية ليست مضاعفات تردد مشترك؛ فإن عناصر المصفوفة لا يمكن تفسيرها على أنها معاملات فورييه لمسار تقليدي محدد تمامًا.

## كتب
- Jeremy Bernstein Max Born and the Quantum Theory, Am. J. Phys. 73 (11) 999-1008 (2005), دُوِي:10.1119/1.2060717.
- Max Born The statistical interpretation of quantum mechanics. Nobel Lecture – December 11, 1954.
- Nancy Thorndike Greenspan, "The End of the Certain World: The Life and Science of Max Born" (Basic Books, 2005) (ردمك 0-7382-0693-8). Also published in Germany: Max Born - Baumeister der Quantenwelt. Eine Biographie (Spektrum Akademischer Verlag, 2005), (ردمك 3-8274-1640-X).
- Max Jammer The Conceptual Development of Quantum Mechanics (McGraw-Hill, 1966)
- Jagdish Mehra and Helmut Rechenberg The Historical Development of Quantum Theory. Volume 3. The Formulation of Matrix Mechanics and Its Modifications 1925–1926. (Springer, 2001) (ردمك 0-387-95177-6)
- B. L. van der Waerden, editor, Sources of Quantum Mechanics (Dover Publications, 1968) (ردمك 0-486-61881-1)
- Ian J. R. Aitchisona, David A. MacManus, Thomas M. Snyder, "Understanding Heisenberg’s ‘‘magical’’ paper of July 1925: A new look at the calculational details", American Journal of Physics, 72, (11), 1370–1379 (2004), دُوِي:10.1119/1.1775243.
- Thomas F. Jordan, Quantum Mechanics in Simple Matrix Form, (Dover publications, 2005) (ردمك 978-0486445304)

## وصلات خارجية
- An Overview of Matrix Mechanics
- Matrix Methods in Quantum Mechanics
- Heisenberg Quantum Mechanics (The theory's origins and its historical developing 1925-27)
- Werner Heisenberg 1970 CBC radio Interview
- Werner Karl Heisenberg Co-founder of Quantum Mechanics
- On Matrix Mechanics at MathPages
- Ian J. R. Aitchison, David A. MacManus, Thomas M. Snyder. Understanding Heisenberg's `magical' paper of July 1925: a new look at the calculational details, American Journal of Physics, 72 (11) 1370–1379 (2004). دُوِي:10.1119/1.1775243 .